# Liste des maires de Romery (Aisne)
Pour les articles homonymes, voir Romery.
La Liste des maires de Romery regroupe les noms des maires de la commune de Romery avec leur date de prise de fonction ainsi que les dates de fin de fonctions des maires.

## Liste des maires
| Période                                  | Période         | Identité                     | Étiquette | Qualité |
| ---------------------------------------- | --------------- | ---------------------------- | --------- | ------- |
| 1800                                     | 1809            | Jean Pierre Charlet          |           |         |
| 1809                                     | 1816            | Jean Alphonse Hecart         |           |         |
| 1816                                     | 1817            | Jean Francois Genique        |           |         |
| 1817                                     | 1824            | Jean Alphonse Hecart         |           |         |
| 1824                                     | 1832            | Jean Pierre Compain          |           |         |
| 1832                                     | 1852            | Jean Pierre Remi Charlet     |           |         |
| 1852                                     | 1857            | Alphonse Narcisse Hecart     |           |         |
| 1857                                     | 1860            | Cesar Guiot                  |           |         |
| 1860                                     | 1868            | Louis Théodore Viéville      |           |         |
| 1868                                     | 1868            | Louis Siméon Mercier         |           |         |
| 1868                                     | 1870            | Adolphe Francois Cesar Robbe |           |         |
| 1870                                     | 1876            | Alexis Grimbert              |           |         |
| 1876                                     | 1884            | César Robbe                  |           |         |
| 1884                                     | 1900            | Alexis Grimbert              |           |         |
| 1900                                     | 1904            | Cesar Robbe                  |           |         |
| 1904                                     | 1905            | Alfred Ducrot                |           |         |
| 1906                                     | 1929            | Ernest Robbe                 |           |         |
| 1929                                     | 1940            | Eugène Cuvelette             |           |         |
| 1940                                     | 1977            | Léandre Locheron             |           |         |
| 1977                                     | 1989            | Michel Chabert               |           |         |
| 1989                                     | réélu mars 2008 | Marcel Decorte               |           |         |
| Les données manquantes sont à compléter. |                 |                              |           |         |

## Compléments